# زياد بن سعد
زياد بن سعد بن عبد الرحمن، أبو عبد الرحمن البلخي، الخراساني من رواة الحديث وهو ثقة ثبت، عالم بحديث الزهري، سكن مَكَّة زَمَانا ثمَّ تحول مِنْهَا إلى الْيمن فسكن عكا، وكان شريكا لابن جريج. مات كهلا، وموته قريب من موت ابن جريج.

## روايته للحديث النبوي
- حدث عن: عمرو بن دينار وابن شهاب وعمرو بن مسلم الجندي، وغيرهم.
- روى عنه رفاقه: ابن جريج ومالك بن أنس وسفيان بن عيينة وأبو معاوية الضرير وآخرون.[3]

## أقوال العلماء فيه
الجرح والتعديل
- أبو حاتم الرازي: ثقة.
- أبو حاتم بن حبان البستي : كان من الحفاظ المتقنين.
- أبو زرعة الرازي: ثقة.
- أبو يعلى الخليلي: ثقة يحتج به.
- أحمد بن حنبل: ثقة.
- أحمد بن شعيب النسائي: ثقة ثبت.
- أحمد بن صالح الجيلي: ثقة.
- ابن حجر العسقلاني : ثقة ثبت.
- الدارقطني: من الحفاظ الأثبات، ومرة في السنن وقال: من الحفاظ الثقات.
- الذهبي: ثقة ثبت في الزهري.
- سفيان بن عيينة: عالم بحديث الزهري، ومرة: أثبت أصحاب الزهري، ومرة: من أثبت الناس وكان لا يأخذ الحديث إلا إملاءا
- علي بن المديني: ثقة، ثبت، ومرة: من أهل التثبت والعلم.
- مالك بن أنس: ثقة، له هيئة وصلاح.
- يحيى بن معين: ثقة.
- يعقوب بن سفيان الفسوي: ثقة.